# Nederlands Spoorwegmuseum
 (septembre 2024).
- Si vous ne connaissez pas le sujet, laissez ce bandeau (vous pouvez alors contacter les auteurs).
- Si vous supprimez le contenu mis en cause (vous pouvez préalablement contacter les auteurs),

argumentez précisément cette suppression dans la page de discussion
(un manque de référence n'est pas un argument ; une recherche réelle de référence doit avoir été effectuée, être formellement documentée).
 (juin 2023).
 (mai 2023).
La mise en forme du texte ne suit pas les recommandations de Wikipédia : il faut le « wikifier ».
Les points d'amélioration suivants sont les cas les plus fréquents. Le détail des points à revoir est peut-être précisé sur la page de discussion.
- Les titres sont pré-formatés par le logiciel. Ils ne sont ni en capitales, ni en gras.
- Le texte ne doit pas être écrit en capitales (les noms de famille non plus), ni en gras, ni en italique, ni en « petit »…
- Le gras n'est utilisé que pour surligner le titre de l'article dans l'introduction, une seule fois.
- L'italique est rarement utilisé : mots en langue étrangère, titres d'œuvres, noms de bateaux, etc.
- Les citations ne sont pas en italique mais en corps de texte normal. Elles sont entourées par des guillemets français : « et ».
- Les listes à puces sont à éviter, des paragraphes rédigés étant largement préférés. Les tableaux sont à réserver à la présentation de données structurées (résultats, etc.).
- Les appels de note de bas de page (petits chiffres en exposant, introduits par l'outil «  Source ») sont à placer entre la fin de phrase et le point final[comme ça].
- Les liens internes (vers d'autres articles de Wikipédia) sont à choisir avec parcimonie. Créez des liens vers des articles approfondissant le sujet. Les termes génériques sans rapport avec le sujet sont à éviter, ainsi que les répétitions de liens vers un même terme.
- Les liens externes sont à placer uniquement dans une section « Liens externes », à la fin de l'article. Ces liens sont à choisir avec parcimonie suivant les règles définies. Si un lien sert de source à l'article, son insertion dans le texte est à faire par les notes de bas de page.
- La présentation des références doit suivre les conventions bibliographiques. Il est recommandé d'utiliser les modèles {{Ouvrage}}, {{Chapitre}}, {{Article}}, {{Lien web}} et/ou {{Bibliographie}}. Le mode d'édition visuel peut mettre en forme automatiquement les références.
- Insérer une infobox (cadre d'informations à droite) n'est pas obligatoire pour parachever la mise en page.

Pour une aide détaillée, merci de consulter Aide:Wikification.
Si vous pensez que ces points ont été résolus, vous pouvez retirer ce bandeau et améliorer la mise en forme d'un autre article.

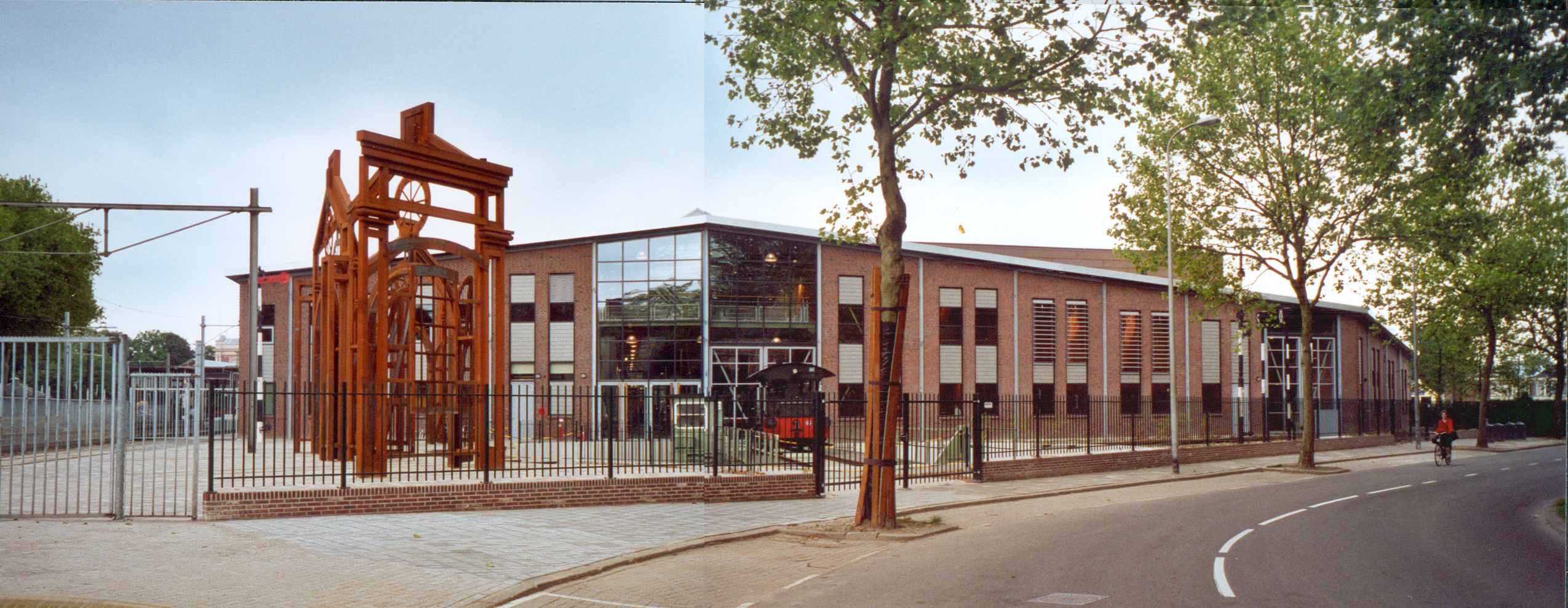
La façade du nouveau bâtiment (2005) du musée ferroviaire à caractère industriel.

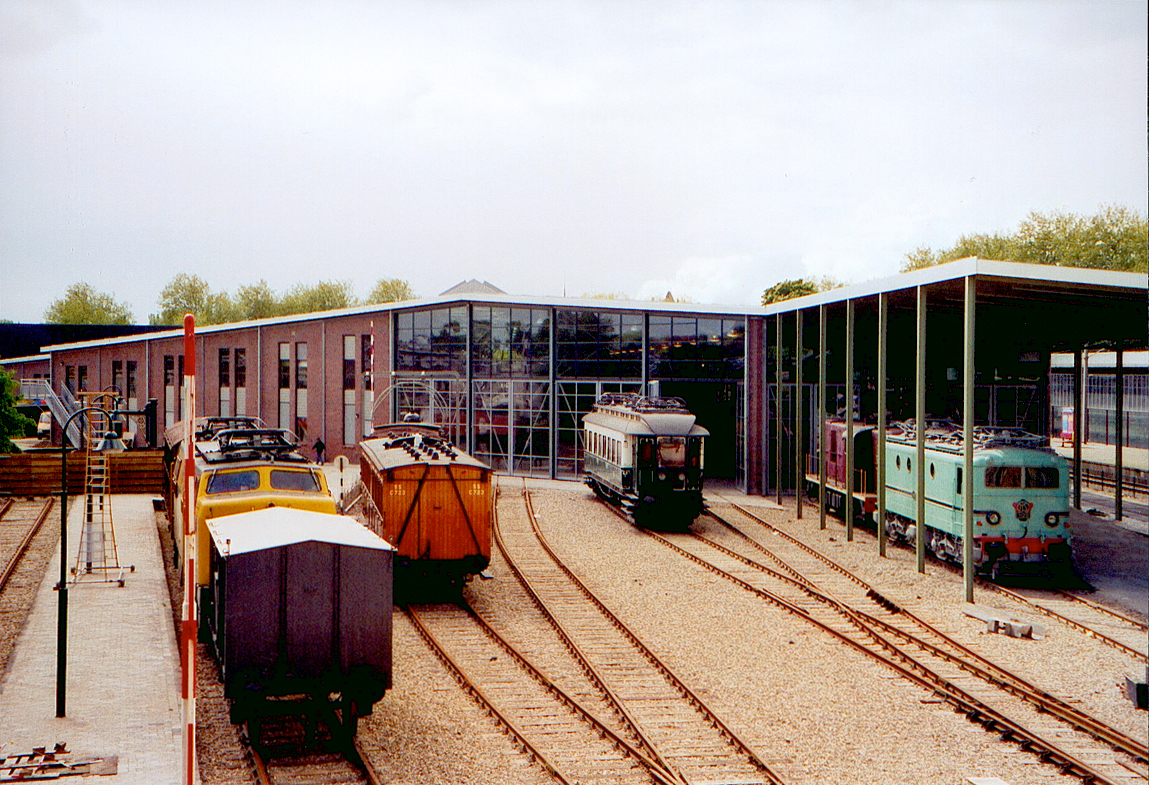
L'arrière du nouveau bâtiment avec un paysage ferroviaire.

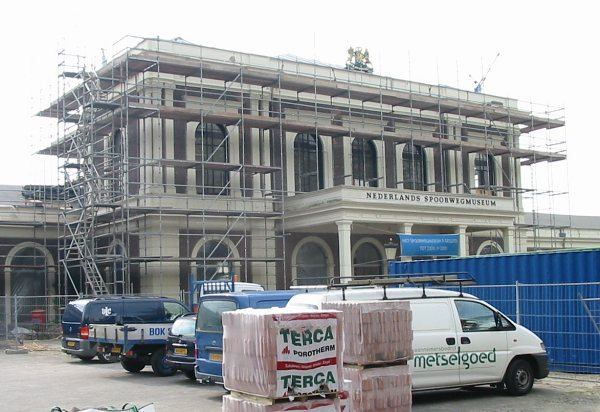
La rénovation du musée ferroviaire néerlandais en 2004.

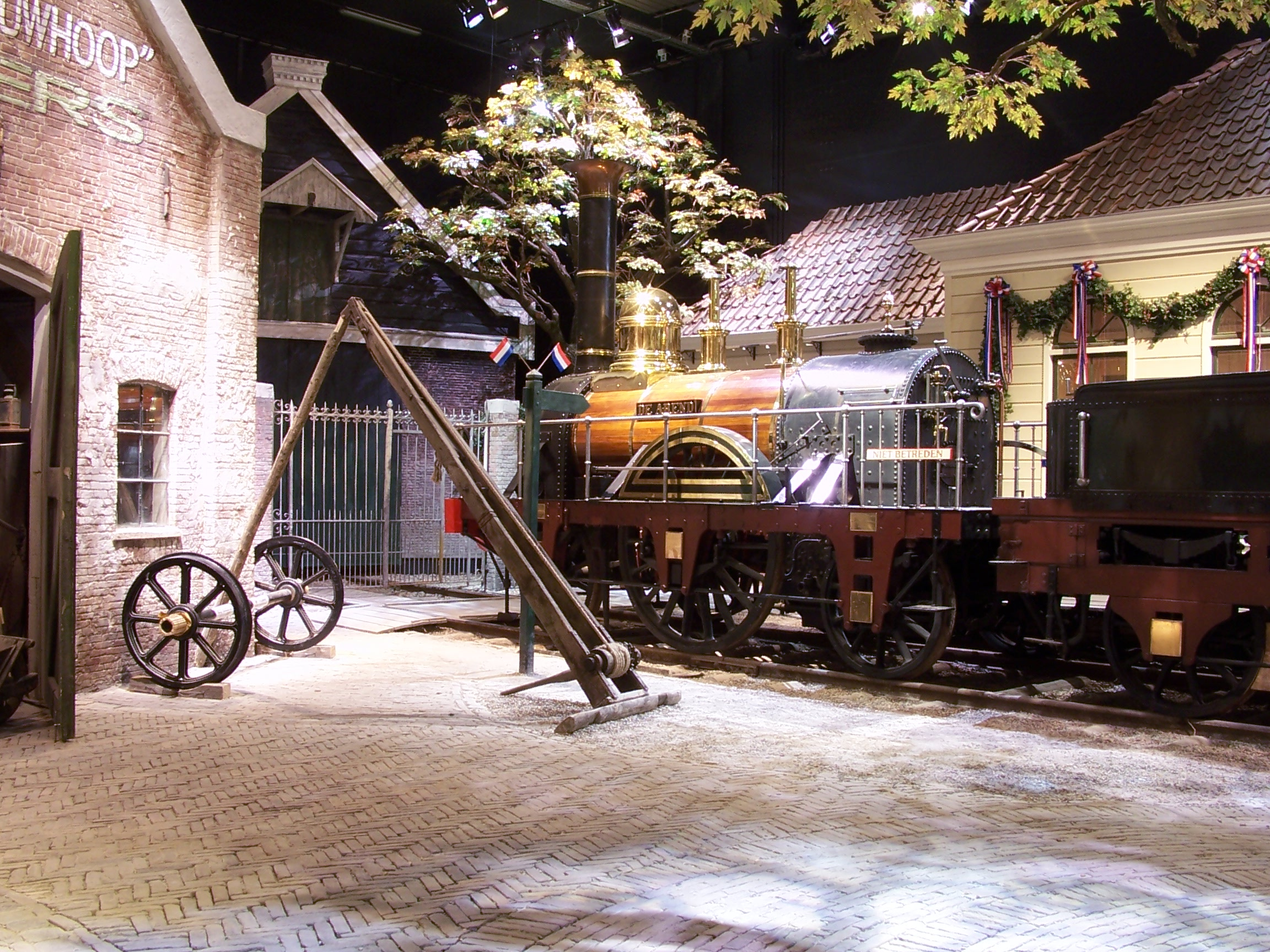
«La grande découverte»

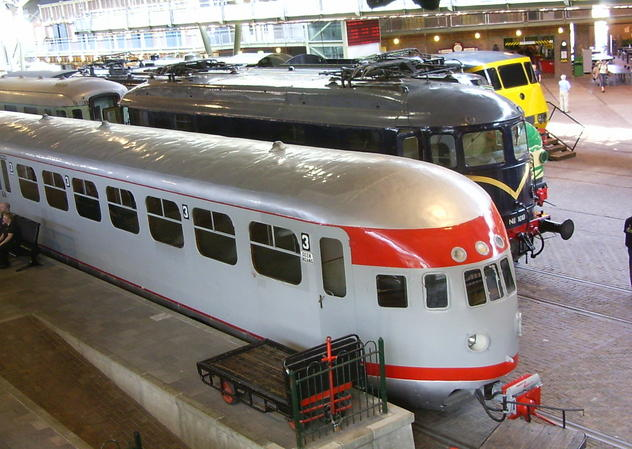
"Le lieu de travail"

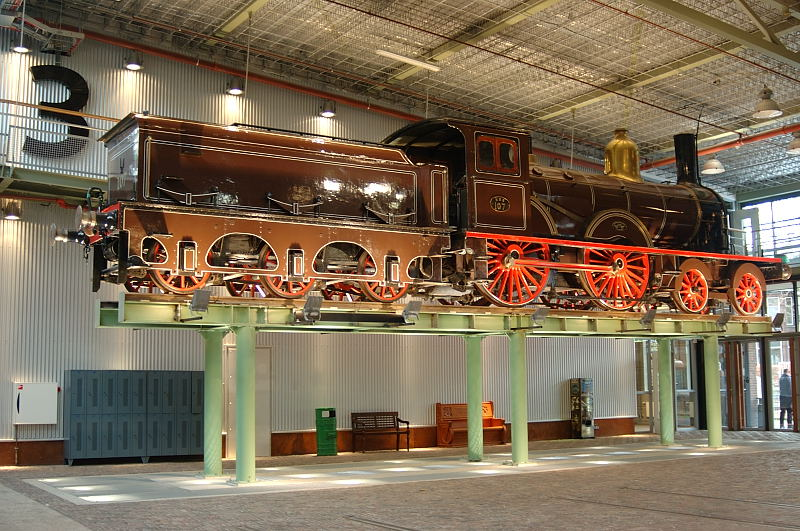
La locomotive NRS n°107 (NS 1604) peut également être vue d'en bas dans "De Werkplaats", à l'entrée du nouveau bâtiment.

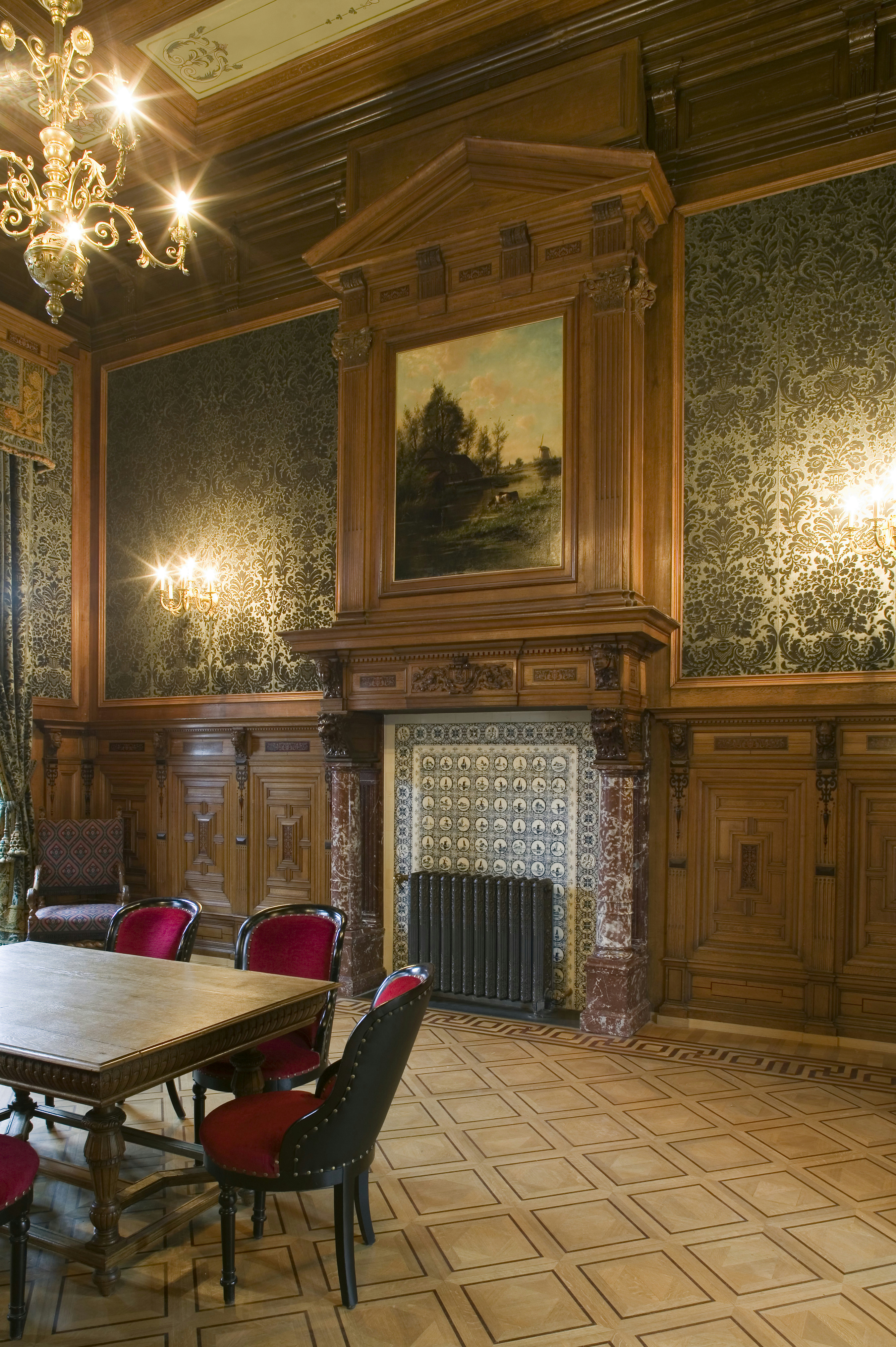
L'intérieur de la salle d'attente royale de l'ancienne gare de La Haye Staatsspoor en 2006.

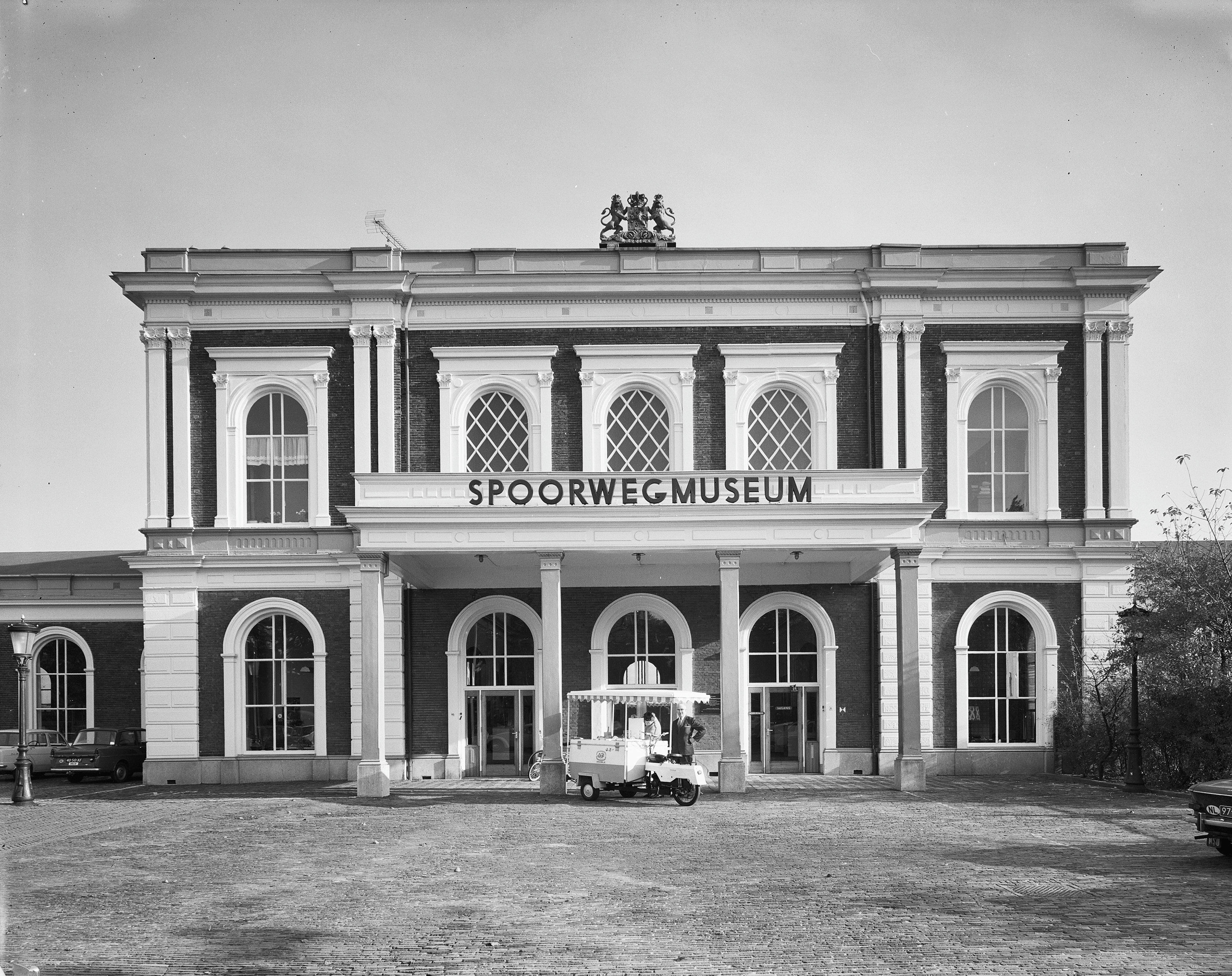
L'entrée du musée ferroviaire en 1973.

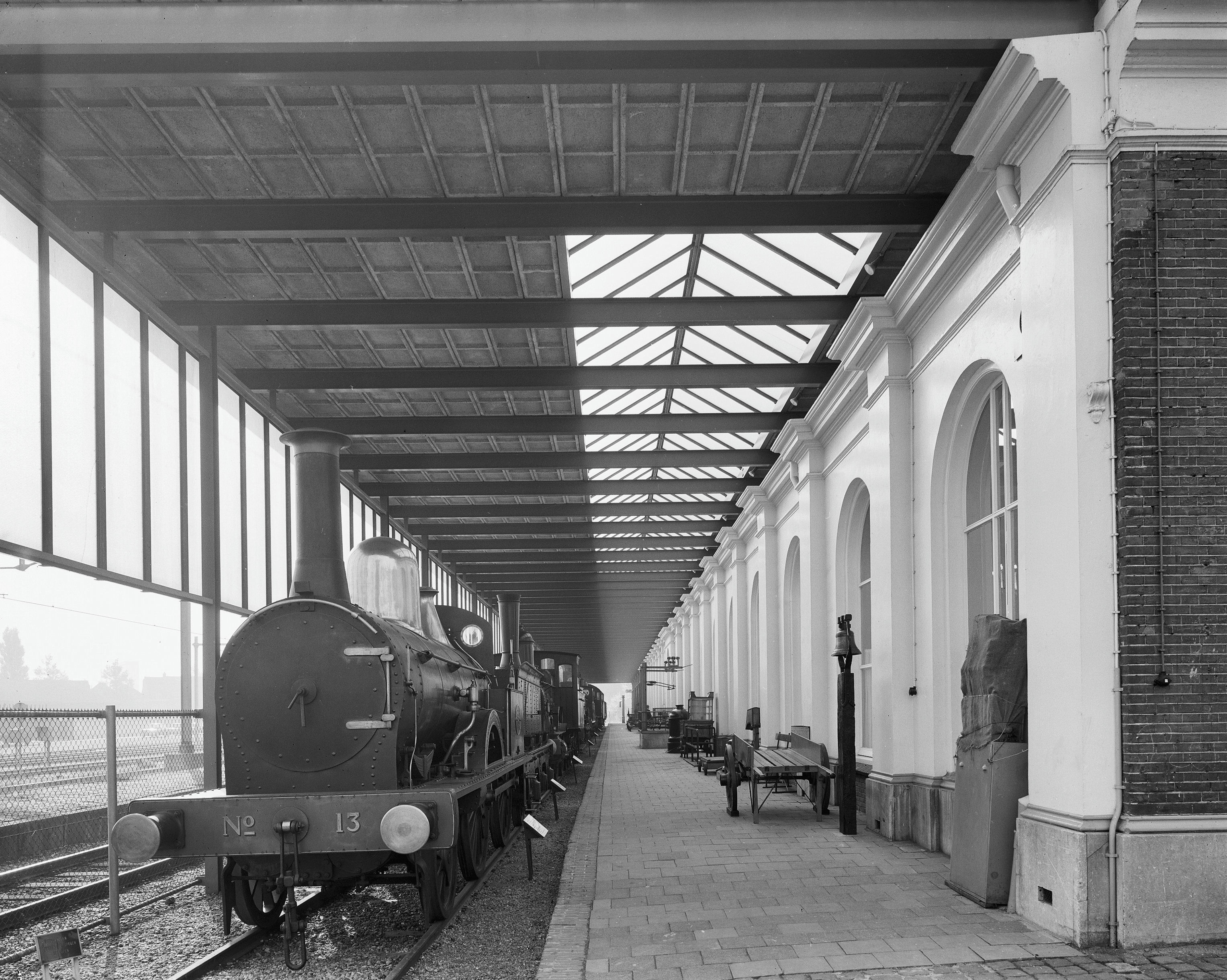
La longue rangée de locomotives le long du premier quai du musée ferroviaire en 1973.

Le Nederlands Spoorwegmuseum (en Francais "Musée National des Chemins de Fer Néerlandais") est installé depuis 1954 dans la gare de Maliebaan (construite en 1874) sur l'Oosterspoorweg dans la ville d'Utrecht aux Pays-Bas.

## Histoire
Le 7 janvier 1927, la Stichting Nederlandsch Spoorwegmuseum a été créée. La collection était abritée dans un bâtiment des chemins de fer néerlandais à Utrecht (aujourd'hui disparu), où le Nederlandsch Spoorwegmuseum a été officiellement inauguré le 1er décembre 1928. La collection contenait principalement des photos, de la documentation et des équipements de voies. En 1935, le musée a déménagé au NS-Hoofdgebouw au Moreelsepark. Dans les années 1930, les premières initiatives sont prises pour préserver les anciens équipements ferroviaires d'importance historique. En raison de la guerre, une partie de la collection a été perdue à jamais.
Après le déclenchement de la Seconde Guerre mondiale, il n'y avait plus de place pour un musée à Hoofdgebouw en octobre 1941. Un autre emplacement a été trouvé dans l'aile est du Rijksmuseum à Amsterdam, où la collection pouvait être vue à partir du 30 mai 1942. En septembre 1944, le Rijksmuseum a dû fermer. Après la guerre, la collection du Nederlands Spoorwegmuseum a été stockée dans un étage supérieur de la gare centrale d'Amsterdam, en attendant de trouver un nouvel emplacement.
En 1951, FQ den Hollander (alors président des chemins de fer néerlandais), désigne la gare de Maliebaan à Utrecht, fermée en 1939, comme nouvel emplacement du musée. Après des rénovations, le musée a été officiellement inauguré le 5 novembre 1954. Il y avait ici beaucoup plus d'espace pour montrer la collection au public, et les engins historiques pouvaient être installés sur les voies de l'ancienne gare. Jusqu'en 2003, la longue rangée de locomotives à vapeur historiques le long de la première plate-forme était la partie la plus accrocheuse de cette collection.

### Agrandissements et rénovations
Cette section ne s'appuie pas, ou pas assez, sur des sources secondaires ou tertiaires indépendantes du sujet.

Pour l'améliorer, ajoutez-en, ou placez des modèles {{Source secondaire souhaitée}} ou {{Source secondaire nécessaire}} sur les passages mal sourcés. (septembre 2024)
Dans les années 1950 et 1960, le parvis est également rempli de matériel roulant, qui souffre beaucoup des intempéries. En 1975, une plate-forme avec un toit a été construite dans la zone arrière, en 1977 une extension avec une deuxième plate-forme a été réalisée. Une passerelle au-dessus des voies de fret encore en service permettait au public d'accéder à la zone arrière. Le parvis servait de parking.
Le département historique était logé dans l'aile droite du bâtiment de la gare et le département moderne dans l'aile gauche. Les modèles de ponts des débuts des chemins de fer et les modèles de divers types de trains ont fait appel à l'imagination. Il y avait aussi des peintures, des estampes et des attributs exposés. Vers 1980, l'aile gauche a été redécorée pour montrer les derniers développements. Par exemple, une tête de Sprinter a été mise en place à l'époque comme créateur de goûts. Dans le hall, la tête de Sprinter a été placée dans un lit de voie courte et sur une courte section de plate-forme pour rendre l'ensemble réaliste. Un écran de cinéma dans l'auditorium pouvait être vu depuis la cabine, de sorte que, vu de la cabine, un trajet en train était simulé. Cette tête de Sprinter se trouve désormais, sans l'entourage décrit, dans une partie plus calme du musée.
En 1988-1989, une rénovation majeure a eu lieu, pas tout à fait par hasard, le musée alors rénové a été achevé l'année où les chemins de fer néerlandais ont célébré le 150e anniversaire des chemins de fer aux Pays-Bas. L'intérieur du bâtiment de la gare a été entièrement rénové et meublé selon les idées modernes de l'époque. Les deux éléments les plus frappants étaient l'immense cinéma dans le hall central (qui était placé dans le hall comme un cube incliné) et la passerelle qui menait de l'aile droite à travers le hall central jusqu'à l'aile gauche. Cette passerelle faisait partie d'un itinéraire fixe dans lequel les développements des chemins de fer étaient représentés dans l'ordre chronologique. Dans l'aile droite il y avait donc une péniche comme précurseur du train, dans l'aile gauche le parcours se terminait par un regard vers l'avenir : à l'époque, c'était un avant-goût de l'arrivée des trains à grande vitesse aux Pays-Bas, comme l'ICE et le TGV. Cette installation a existé jusqu'en 2003. La courte voie droite miniature de la locomotive en livrée turquoise (série 1100), que l'on peut suivre grâce à des effets de miroir sous le plancher, est un vestige de cette époque (exposée dans l'aile gauche du bâtiment). La zone arrière a également été rapprochée du musée et a été repensée avec un paysage ferroviaire. Il était désormais possible de conduire des tours, à la fois à l'échelle et en taille réelle. Quelques bâtiments ont également été érigés, comme la cabine de signalisation de Hoogezand-Sappemeer et une maison de passage à niveau d'Elst (Gelderland). L'un des plus anciens ponts ferroviaires néerlandais (de Halfweg) était également présent. Un service de navette ferroviaire a également été mis en place entre la gare centrale d'Utrecht et la gare de Maliebaan (d'abord via Lunetten, plus tard via Blauwkapel).
Un ajout des années 1990 est le hangar à marchandises de 1881 de Nijverdal, qui comprenait un restaurant, et le nouveau bâtiment à l'arrière avec un grand chemin de fer miniature dans lequel les enfants pouvaient monter. Le "Holland Rail Show" a également été mis en service en 1998 (le Fire Trial est maintenant situé dans le nouveau bâtiment). Le "Holland Rail Show" était une combinaison d'un vaste réseau de trains miniatures et d'un spectacle multimédia dans lequel le Thalys alors nouveau était le point central. La collection de matériel roulant, qui s'est agrandie au fil des ans, a été en grande partie restaurée dans les années 1990 et partiellement remise en état de marche. Le stockage (partiellement) à l'air libre n'a servi à rien à ces trains. C'est pourquoi l'objectif était de construire un espace muséal entièrement couvert.

### La rénovation de 2003
En 2002, le directeur "Paul van Vlijmen" a décidé de rénover radicalement le musée à nouveau. Le bâtiment de la gare de 1874 a été complètement vidé après sa fermeture en septembre 2003 et a maintenant été en grande partie restauré dans son état du XIXe siècle, complété par la salle d'attente royale de la gare démolie de Den Haag Staatsspoor en 1973. L'architecte de la restauration était Leo Wevers du Bureau Vlaardingerbroek & Wevers à Utrecht.
Parties du bâtiment de la gare :
- Hall de gare
- Commande de l'allée des marchandises
- Salle de restauration
- Salle d'attente de 3e classe
- Salle d'attente de 1re et 2e classe
- Salle d'attente royale

La zone arrière, avec les anciennes gares de triage et les ateliers ferroviaires, a également été en grande partie dégagée et entièrement réaménagée. Un nouveau grand bâtiment du musée a été construit avec le caractère industriel d'un atelier ferroviaire du XIXe siècle. Le nouveau bâtiment, conçu par l'architecte Gert-Jan de Jong d'Arc" (architecte à Almere), abrite toute la collection de trains et de locomotives du musée.
Le paysage autour du bâtiment est conçu comme un paysage ferroviaire dans lequel différentes fonctions publiques ont été mises en place. On y trouve par exemple une terrasse, une aire de jeux pour enfants, le jumbo express, une plaque tournante, un labyrinthe avec des images d'anciennes gares et un espace événementiel. Un château d'eau a également été installé à proximité du poste de signalisation existant à Hoogezand-Sappemeer.
Parties du nouveau bâtiment :
- École de commerce et foyer
- Théâtre
- Le lieu de travail
- La Remise
- Central
- Mondes avec expositions
- Dépôts ouverts
- Bibliothèque
- Boutique du musée
- Grenier modèle
- Quelques bureaux

### Voie large
Depuis 2005, il existe aussi une voie large (de 1945) sur le site pour la locomotive à vapeur "De Arend". Dans le cadre du 175e anniversaire des chemins de fer aux Pays-Bas, cette voie large a été prolongée le 19 juillet 2014 jusqu’à la gare de triage. Cette voie large est en grande partie aménagée comme une voie à trois rails et offre la possibilité de rouler avec le stock à voie large existant lors d'occasions spéciales.

### Formule musée
Au printemps 2005, le musée a présenté une toute nouvelle formule muséale. La formule s'inspire du fait qu'au XIXe siècle la gare s'appelait aussi "la porte du monde". La gare a été vécue comme le point de départ d'un voyage de découverte.
Au musée, le visiteur fait un voyage à travers l'histoire à travers différents mondes. Les mondes représentent chacun un laps de temps important dans le développement du chemin de fer classé en termes historiques, sociaux, romantiques ou technologiques. Les mondes 1, 3 et 5 sont mis en place comme des attractions de parc d'attractions telles qu'un parcours scénique (monde 1), Black Magic (monde 3) et un simulateur (monde 5).
- Monde 1 - Black Magic 1800-1850 : La Grande Découverte
- Monde 2 - La belle époque 1860-1900 : Voyages de rêve (les beaux jours des trains internationaux vers 1900).
- Monde 3 - Les Temps Modernes 1918-1945 : Les Monstres d'Acier
- Monde 4 - Vers aujourd'hui 1950-2005 : De Werkplaats (la grande salle avec les trains).
- Monde 5 - 1800 Future : L'épreuve du feu

Bien plus qu'avant, la présentation est fortement axée sur le divertissement d'un large public avec les enfants et pour les fêtes du personnel, etc. Le côté substantiel du musée a été subordonné à cela. La collection est une sorte de toile de fond pour cela. Ceci s'applique également aux peintures, gravures et attributs. Les informations de base sont répertoriées dans le guide du musée. Le guide du musée est en vente à la billetterie. Il y a aussi des « eduTRAINers » qui se promènent dans le musée pour informer les visiteurs sur la collection.
Une grande attention a été portée à la décoration avec des pièces décoratives. Le choix a clairement été fait de "un peu de tout" pour divertir un large public. L'atteinte de cet objectif est attestée par la forte augmentation de la fréquentation après la réouverture en juin 2005.
En décembre 2013, la voie 1, le long du bâtiment de la gare, a été équipée de câbles aériens, afin que les trains électriques (navettes) puissent également partir et arriver. Au printemps 2016, Wereld 4 et le restaurant du musée seront rénovés.

### Le manèges de parc d'attractions
- La Grande Découverte se présente sous la forme d'un parcours scénique. Après avoir quitté l'ascenseur de la mine, les visiteurs traversent une réplique d'un village britannique guidé par une visite audio.
- Les Monstres d'Acier est configuré comme un dark ride, un type d'attraction que l'on ne trouve souvent que dans les grands parcs à thème, car les coûts d'entretien d'un dark ride peuvent être élevés. Les visiteurs prennent place dans un véhicule décoré comme un train de la mine et sont guidés à travers diverses scènes liées aux chemins de fer de la période 1918 à 1945.
- L'Épreuve du feu est un voyage virtuel à travers près de deux siècles d'histoire ferroviaire à travers un spectacle interactif et un simulateur. Au cours de ce voyage, l'impact de l'arrivée du train sur le monde sera visualisé. De plus, les changements sociaux et économiques profonds, les développements qu'a subis le train, les moments attrayants de l'histoire ferroviaire et le rôle que le train joue aujourd'hui sont discutés.

## Les collections[8]
Le musée du chemin de fer possède une collection importante et variée de matériel roulant. Le musée possède plus de 120 véhicules. La collection d'équipements est trop importante pour être montrée dans son intégralité dans l'espace encore limité. Une grande partie de la collection de tramways a donc été éliminée au cours de la dernière décennie et une partie du matériel ferroviaire a été placée ailleurs dans des dépôts ou prêtée par des chemins de fer musées. Les équipements présents ne sont plus regroupés par type comme autrefois, mais mélangés au hasard. Les lieux sont changés régulièrement, de sorte qu'un arrangement différent est affiché à chaque fois. Un certain nombre de véhicules sont en état de marche et sont régulièrement utilisés pour des déplacements particuliers, comme le HomeWee Express (2007-2015). L'équipement pour lequel il n'y a pas de place à Utrecht est stocké à Wagenwerkplaats Blerick . Les travaux de maintenance sur l'équipement peuvent également être effectués ici.
La collection de matériel roulant comprend des locomotives à vapeur, des locomotives électriques, des locotracteurs, des locomotives diesel, des automotrices, des voitures, des wagons de marchandises et certains tramways.

## Aperçu des collections
| Compagnie et numéro                                 | Type de Traction   | Matricule et Noms                                              | Constructeur et date                                                                | Status et informations | Photos                     |
| --------------------------------------------------- | ------------------ | -------------------------------------------------------------- | ----------------------------------------------------------------------------------- | --- | -------------------------- |
| Locomotives                                         |                    |                                                                |                                                                                     | |                            |
| Locomotive HIJSM De Arend                           | Vapeur             | Surnoms : "De Arend"                                           | NS Werkplaats, à Zwolle (Pays-Bas), 1938                                            | A-status Réplique de l'original de 1839. |                            |
| Locomotive SS 13, NS 705                            | Vapeur             | Surnoms : De Bril.                                             | Beyer, Peacock and Company, à Manchester (Angleterre), 1865                         | A-status La plus ancienne locomotive à vapeur encore en vie aux Pays-Bas.                                                                              |                            |
| Locomotive HSM 89, NS 1010                          | Vapeur             | Noms : Nestor, Surnoms : Tiender                               | A. Borsig, à Berlin-Tegel (Allemagne), 1880                                         | A-status |                            |
| Locomotive SS 326, NS 1326                          | Vapeur             | Surnoms : Grote Groene                                         | Beyer Peacock & Co, à Manchester (Angleterre), 1881                                 | A-status |                            |
| Locomotive RSTM 2                                   | Vapeur             |                                                                | Merryweather & Sons, à Londen (Angleterre), 1881                                    | A-status. Depuis le 1er juillet 2017 mise en prêt au SHM. La plus ancienne locomotive à vapeur de tramway encore en vie.                               |                            |
| Locomotive NRS 107, NS 1604                         | Vapeur             | Surnoms : Rhijnboog                                            | Sharp Stewart & Co, à Glasgow (Angleterre), 1889                                    | A-status |                            |
| Locomotive SS 731, NS 3737                          | Vapeur             | Surnoms : Jumbo.                                               | Werkspoor, à Amsterdam (Pays-Bas), 1911                                             | A-status La dernière locomotive à vapeur en service au NS en 1958.                                                                                     |                            |
| Locomotive HSM 504, NS 2104                         | Vapeur             | Surnoms : Blikken Tinus                                        | Berliner Maschinenbau AG, à Berlin (Allemagne), 1914                                | A-status |                            |
| Locomotive SSJ 1622                                 | Vapeur             | Surnoms : Sri Gunung, Bergkoningin.                            | Werkspoor, Amsterdam (Pays-Bas), 1928                                               | A-status Locomotive à vapeur à voie étroite de Java (NOI).                                                                                             |                            |
| Locomotive NS 6317                                  | Vapeur             | Surnoms : De Beul".                                            | Berliner Maschinenbau AG, à Berlin (Allemagne), 1931                                | A-status La plus grande locomotive d'appel d'offres des NS.                                                                                            |                            |
| Locomotive WD 73755, NS 5085                        | Vapeur             | Surnoms : Longmoor                                             | North British Locomotive Co. (Angleterre), 1945                                     | A-status |                            |
| Locotracteur NS 103                                 | Diesel-hydraulique | Surnoms : Oersik                                               | Berliner Maschinenbau AG, à Berlin (Allemagne), 1930                                | C-status |                            |
| Locotracteur NS 137                                 | Diesel-hydraulique | Surnoms : Oersik                                               | Werkspoor, à Amsterdam (Pays-Bas), 1932                                             | C-status |                            |
| Locotracteur NS 210                                 | Diesel-hydraulique | Surnoms : Sik.                                                 | Werkspoor, à Amsterdam (Pays-Bas), 1934                                             | C-status. De 2017 à 2019 en prêt du "Stichting De Locomotor". Équipé d'un générateur de gaz de bois.                                                   |                            |
| Locotracteur NS 311                                 | Diesel-hydraulique | Surnoms : Sik                                                  | Werkspoor, à Amsterdam (Pays-Bas), 1940                                             | C-status |                            |
| Locotracteur NS 345                                 | Diesel-électrique  | Surnoms : Sik                                                  | Werkspoor, à Amsterdam (Pays-Bas), 1950                                             | C-status |                            |
| Locotracteur NS 362                                 | Diesel-électrique  | Surnoms : Kraansik                                             | Werkspoor, à Amsterdam (Pays-Bas), 1951                                             | C-status |                            |
| Locomotive WD-70269, NS 508                         | Diesel-électrique  | Surnoms : Hippel / Bakkie                                      | London-Midland and Scottish Railway, à Derby (Angleterre), 1944                     | A-status |                            |
| Locomotive NS 512                                   | Diesel-électrique  | Surnoms : Hippel / Bakkie                                      | Dick Kerr Works, à Preston (Angleterre), 1954                                       | C-status |                            |
| Locomotive NS 629                                   | Diesel-électrique  | Surnoms : Hippel / Bakkie                                      | Dick Kerr Works, à Preston (Angleterre), 1956                                       | – |                            |
| Locomotive NS 673 (ex-NS 605)                       | Diesel-électrique  | Surnoms : Hippel / Bakkie                                      | Dick Kerr Works, à Preston (Angleterre), 1955                                       | – |                            |
| Locomotive NS 2215                                  | Diesel-électrique  | –                                                              | Allan, Rotterdam (Pays-Bas), 1955                                                   | C-status |                            |
| Locomotive NS 2264                                  | Diesel-électrique  | –                                                              | Allan, Rotterdam (Pays-Bas), 1956                                                   | C-status |                            |
| Locomotive NS 2498                                  | Diesel-électrique  | –                                                              | Alsthom, à Belfort (France), 1956                                                   | C-status |                            |
| Locomotive NS 1010                                  | Électrique         | –                                                              | Werkspoor, à Utrecht (Pays-Bas), 1949                                               | A-status |                            |
| Locomotive NS 1107                                  | Électrique         | –                                                              | Alsthom, à Belfort (France), 1951                                                   | C-status |                            |
| Locomotive NS 1125                                  | Électrique         | –                                                              | Alsthom, à Belfort (France), 1951                                                   | De 1989 à 2016 en version 1122. | Spoorwegmuseum loc NS 1125 |
| Locomotive NS 1201                                  | Électrique         | –                                                              | Heemaf, Hengelo (NL); Werkspoor, Utrecht (NL); Baldwin, Philadelphia (VS), 1951     | À partir de 2016 en prêt de la "Stichting Klassieke Locomotieven".                                                                                     |                            |
| Locomotive NS 1202                                  | Électrique         | –                                                              | Heemaf, Hengelo (NL), Werkspoor, Utrecht (NL), Baldwin, Philadelphia (VS), 1951     | A-status |                            |
| Locomotive NS 1211                                  | Électrique         | –                                                              | Heemaf, Hengelo (NL), Werkspoor, Utrecht (NL), Baldwin, Philadelphia (VS), 1951     | C-status. Mise en prêt à Bahnpark Augsburg (Allemagne).                                                                                                |                            |
| Locomotive NS 1302                                  | Électrique         | Noms : Woerden                                                 | Alsthom, à Belfort (France), 1952                                                   | B-status |                            |
| Locomotive NS 1312                                  | Électrique         | Noms : Zoetermeer                                              | Alsthom, à Belfort (France), 1956                                                   | C-status |                            |
| Locomotive NS 1501                                  | Électrique         | Noms : Diana                                                   | Metropolitan-Vickers, à Manchester (Angleterre), 1954                               | B-status. Exposée depuis le 1er juillet 2020 en prêt de la "Stichting Klassieke Locomotieven" et transférée au Musée du chemin de fer le 17 juin 2021. |                            |
| Locomotive NS 1656                                  | Électrique         | Noms : Hoogeveen                                               | Alsthom, à Belfort (France), 1983                                                   | – |                            |
| Locomotive NS 1768                                  | Électrique         | Noms : Akkrum                                                  | Alsthom, à Belfort (France), 1993                                                   | – |                            |
| Autorails et Automotrices                           |                    |                                                                |                                                                                     | |                            |
| Autorail ZHESM 6; NS BC 9911                        | Électrique         | –                                                              | Beijnes, à Haarlem (Pays-Bas), 1908                                                 | A-status |                            |
| Autorail ZHESM 6; NS BC 9107                        | Électrique         | Mat '24. Surnoms : Blokkendoos                                 | Beijnes, à Haarlem (Pays-Bas), 1927                                                 | A-status |                            |
| Voiture-pilote NS Ces 8104                          | Électrique         | Mat '24. Surnoms : Blokkendoos                                 | Werkspoor, à Utrecht (Pays-Bas), 1928                                               | A-status |                            |
| Voiture intermédiaire NS Cecr 8553                  | Électrique         | Mat '24. Surnoms : Blokkendoos                                 | Werkspoor, à Utrecht (Pays-Bas), 1931                                               | B-status. Voiture du Museumblokkendoostrein. |                            |
| Autorail NS C 9410                                  | Électrique         | Mat '24. Surnoms : Blokkendoos                                 | Beijnes, à Haarlem (Pays-Bas), 1928                                                 | Prêté par le SKL (à Katwijk). |                            |
| Autorail NS mC 9014                                 | Électrique         | Mat '24. Surnoms : Blokkendoos                                 | Beijnes, à Haarlem (Pays-Bas), 1928                                                 | C-status. Cette voiture est allée au STAR en 2005. |                            |
| Autorail NS mP 3031                                 | Électrique         | Surnoms : Motorpost                                            | Werkspoor, à Utrecht (Pays-Bas), 1966                                               | B-status |                            |
| Automotrice NS 27                                   | Diesel-électrique  | Surnoms : Diesel 3                                             | Beijnes, Haarlem (NL), Werkspoor, Utrecht (NL), 1934                                | A-status |                            |
| Autorail NS 20                                      | Diesel-électrique  | Surnoms : Kameel                                               | Allan, Rotterdam (Pays-Bas), 1954                                                   | B-status |                            |
| Autorail NS 41                                      | Diesel-électrique  | Plan X. Surnoms : Blauwe Engel                                 | Allan, Rotterdam (Pays-Bas), 1954                                                   | A-status |                            |
| Automotrice NS 114                                  | Diesel-électrique  | Plan U. Surnoms : Rode Duivel                                  | Werkspoor, à Utrecht (Pays-Bas), 1960                                               | A-status |                            |
| Automotrice NS 3426                                 | Diesel-hydraulique | DM '90. Surnoms : Buffel                                       | Talbot, Aix-la-Chapelle (Allemagne), 1997                                           | – |                            |
| Automotrice NS 252                                  | Électrique         | Mat '36. Surnoms : Stroomlijnmaterieel                         | Werkspoor, à Utrecht (Pays-Bas), 1938                                               | A-status |                            |
| Automotrice NS P 8502                               | Électrique         | Pec. Surnoms : Stroomlijnpostrijtuig                           | Werkspoor, à Utrecht (Pays-Bas), 1938                                               | A-status |                            |
| Automotrice NS 273                                  | Électrique         | Mat '46, Plan C. Surnoms : Muizeneus                           | Werkspoor, à Utrecht (Pays-Bas), 1952                                               | A-status |                            |
| Automotrice NS 386                                  | Électrique         | Mat '54, Plan Q. Surnoms : Hondekop                            | Werkspoor, à Utrecht (Pays-Bas), 1962                                               | B-status |                            |
| Automotrice NS 876                                  | Électrique         | Mat '64, Plan V. Surnoms : Apekop                              | Talbot, Aix-la-Chapelle (Allemagne), 1972                                           | – |                            |
| Automotrice NS 2133                                 | Électrique         | SGMm, Plan Y. Surnoms : Sprinter                               | Talbot, Aix-la-Chapelle (Allemagne), 1979                                           | – |                            |
| Voitures et Trams                                   |                    |                                                                |                                                                                     | |                            |
| HIJSM 4                                             | –                  | Diligence                                                      | NS-Werkplaats, à Zwolle (Pays-Bas), 1938                                            | Réplique de l'original de 1839, écartement large. |                            |
| HIJSM 8                                             | –                  | Char à Bancs                                                   | NS-Werkplaats, à Zwolle (Pays-Bas), 1938                                            | Réplique de l'original de 1839, écartement large. |                            |
| HIJSM 10                                            | –                  | Wagon                                                          | NS-Werkplaats, à Zwolle (Pays-Bas), 1938                                            | Réplique de l'original de 1839, écartement large. |                            |
| HIJSM Salonrijtuig 1                                | –                  | Voiture Royale de Anna Paulowna.                               | Kloosterboer, à Purmerend (Pays-Bas), 2010                                          | Réplique, de l'original de 1864. |                            |
| SS C 218, NS 177007                                 | –                  | Voiture à compartiments. Surnoms : Koekblik.                   | Beijnes, à Haarlem (Pays-Bas), 1874                                                 | A-status La plus ancienne voiture à voyageurs conservé.                                                                                                |                            |
| STM 16                                              | –                  | Tramay Hippomobile                                             | Beijnes, à Haarlem (Pays-Bas), 1891                                                 | A-status |                            |
| NCS B 119, NS B 1814                                | –                  | Wagon local                                                    | Werkplaats NCS, à Utrecht (Pays-Bas), 1904                                          | A-status |                            |
| HSM C 755, NS C 5055                                | –                  | Voiture à compartiments. Surnoms : Schapenhok.                 | Werkspoor, à Amsterdam (Pays-Bas), 1907                                             | A-status |                            |
| WLB 302; 42                                         | –                  | Wagon local                                                    | Waggonfabrik Ringhoffer, à Praag (Autriche-Hongrie), 1908                           | – |                            |
| WLB 304 - 44                                        | –                  | Wagon local                                                    | Waggonfabrik Ringhoffer, à Praag (Autriche-Hongrie), 1908                           | – |                            |
| SS C 723; NS C 4723                                 | –                  | Voiture à compartiments.                                       | Werkspoor, à Amsterdam (Pays-Bas), 1910                                             | A-status |                            |
| CIWL WR 2287                                        | –                  | Voiture Restaurant                                             | Fegyver- és Gépgyár, à Győr (Ungarische Waggon- und Maschinenfabrik, Raab (H), 1911 | – |                            |
| NS Sr 8                                             | –                  | Voiture Royale de Prins Bernhard                               | Werkspoor, à Amsterdam (Pays-Bas), 1932                                             | B-status |                            |
| NS Sr 9                                             | –                  | Voiture Royale de Koningin Juliana                             | Werkspoor, à Amsterdam (Pays-Bas), 1933                                             | B-status |                            |
| CIWL WR 4249                                        | –                  | Voiture Restaurant. Surnoms : Blauwe Roemeen                   | Astra, à Arad (R), 1943                                                             | B-status |                            |
| NS AB 7709                                          | –                  | Plan D                                                         | Werkspoor, à Utrecht (Pays-Bas), 1950                                               | B-status |                            |
| NS RD 7659                                          | –                  | Plan D                                                         | Beijnes, à Haarlem (Pays-Bas), 1951                                                 | A-status |                            |
| NS P 7920                                           | –                  | Plan C                                                         | Allan, à Rotterdam (Pays-Bas), 1952                                                 | B-status |                            |
| NS CKD 6910                                         | –                  | Plan E                                                         | Beijnes, à Haarlem (Pays-Bas), 1955                                                 | – |                            |
| NS C 6703                                           | –                  | Plan E                                                         | Werkspoor, à Utrecht (Pays-Bas), 1956                                               | A-status |                            |
| NS AB 7376                                          | –                  | Plan K                                                         | Beijnes, à Haarlem (Pays-Bas), 1958                                                 | B-status |                            |
| CIWL 4750                                           | –                  | Voiture-Lits                                                   | Fiat, Torino (Italie), 1964                                                         | – |                            |
| NS B 4118                                           | –                  | Plan W                                                         | Werkspoor, à Utrecht (Pays-Bas), 1966                                               | B-status |                            |
| NS Bvk 6908                                         | –                  | DDM-1. Voiture à deux étages & Voiture pilote. Surnoms Olifant | Talbot à Aix-la-Chapelle (Allemagne), 1985                                          | – |                            |
| NS ABv 6618                                         | –                  | DDM-1. Voiture à deux étages                                   | Talbot à Aix-la-Chapelle (Allemagne), 1985                                          | – |                            |
| NS ABv 7576                                         | -                  | DD-AR. Voiture à deux étages                                   | Talbot à Aix-la-Chapelle (Allemagne), 1993                                          | – |                            |
| NS Bs 28 101                                        | –                  | Voiture pilote Benelux                                         | Talbot à Aix-la-Chapelle (Allemagne), 1986                                          | – |                            |
| Fourgon à Bagages, Wagons et équipements de service |                    |                                                                |                                                                                     | |                            |
| SS D6, NS Dg 2162                                   | –                  | Voiture d'accompagnement                                       | Damlust, Utrecht (Pays-Bas), 1866                                                   | – |                            |
| SS D 488, NS D 4088                                 | –                  | Fourgon à Bagages. Surnoms : Zwarte Roemeen                    | Werkspoor, à Amsterdam (Pays-Bas), 1914                                             | A-status |                            |
| HSM D 1920, NS D 6019                               | –                  | Fourgon à Bagages                                              | Hannoversche Waggonfabrik, à Hanovre (Allemagne), 1914                              | A-status |                            |
| NS D 7521                                           | –                  | Fourgon à Bagages, Stalen D                                    | Beijnes, à Haarlem (Pays-Bas), 1931                                                 | A-status |                            |
| NS Dg 2696                                          | –                  | Voiture d'accompagnement                                       | Noord-Nederlandsche Machinefabriek, à Winschoten (Pays-Bas), 1958                   | B-status. Prêté par la fondation "De Locomotor". |                            |
| NTM G1                                              | –                  | Baladeuse, Tramay Hippomobile                                  | Beijnes, à Haarlem (Pays-Bas), 1880                                                 | A-status |                            |
| NTM Dk2                                             | –                  | Baladeuse, Tramay Hippomobile                                  | Beijnes, à Haarlem (Pays-Bas), 1881                                                 | A-status |                            |
| NTM K9                                              | –                  | Tram à vapeur.                                                 | Werkspoor, à Utrecht (Pays-Bas), 1916                                               | A-status. Prêté par le SHM. |                            |
| SS 3517 FO, NS 70046 FU                             | –                  | Bétaillère                                                     | Damlust, à Utrecht (Pays-Bas), 1864                                                 | A-status |                            |
| SS                                                  | –                  | Wagon de marchandises fermé.                                   | Constructeur inconnu, 1871                                                          | Corps de wagon jusqu'en 2017, utilisé comme hangar dans le verger d'Andelst.                                                                           |                            |
| HSM 29045 GMW, NS 174545                            | –                  | Wagon de marchandises ouvert.                                  | Centrale Werkplaats, à Haarlem (Pays-Bas), 1911                                     | B-status |                            |
| HSM 33208, NS CHD 9807                              | –                  | Wagon de marchandises fermé.                                   | Van der Zypen & Charlier, à Cologne (Allemagne), 1916                               | A-status |                            |
| SM 10402, NS 515615 P                               | –                  | Wagon-citerne                                                  | Waggonfabrik Uerdingen (Allemagne), 1919                                            | C-status |                            |
| NS 59221 GTMK                                       | –                  | Wagon de marchandises ouvert (wagon à charbon).                | Westwaggon, à Cologne (Allemagne), 1929                                             | A-status |                            |
| NS 87583 LWGK                                       | –                  | voiture de pieu                                                | Werkspoor, à Utrecht (Pays-Bas), 1930                                               | C-status |                            |
| NS 87915 LWR                                        | –                  | voiture de pieu                                                | Beijnes, à Haarlem (Pays-Bas), 1947                                                 | C-status |                            |
| NS 65248 GTUW                                       | –                  | Wagon de marchandises ouvert.                                  | Werkspoor, à Utrecht (Pays-Bas), 1949                                               | A-status |                            |
| NS 463 GW                                           | –                  | Wagon de marchandises ouvert.                                  | Werkspoor, à Utrecht (Pays-Bas), 1949                                               | A-status |                            |
| NS 99625 Ucs                                        | –                  | Wagon à Silo.                                                  | Talbot à Aix-la-Chapelle (Allemagne), 1961                                          | B-status |                            |
| NS Gs, GBs en S-CHR                                 | –                  | Wagons couverts (6 pièces).                                    | Werkspoor, à Utrecht (Pays-Bas), 1956-63                                            | C-status |                            |
| NS Hbis, Hbis-w en HbiSS                            | –                  | Wagon à parois coulissantes (5 pièces).                        | Werkspoor, Utrecht (Pays-Bas) et Talbot, Aken (Allemagne), 1963-72                  | – |                            |
| NS 242 2 043 HbbkkSS                                | –                  | Voiture postale                                                | Talbot à Aix-la-Chapelle (Allemagne), 1978                                          | B-status |                            |
| NS 566 9 025 P Tads                                 | –                  | VAM auto-déchargeur                                            | Werkspoor, à Utrecht (Pays-Bas), 1966                                               | Prêté par le STAR. |                            |
| NS 980 1 980 Ibces                                  | –                  | Camion frigorifique                                            | Talbot à Aix-la-Chapelle (Allemagne), 1966                                          | Prêté par le STAR. |                            |
| NS 974 1 503                                        | –                  | Grue de relevage ferroviaire                                   | Deutsche Reichsbahn (Allemagne), 1956 (ombouw).                                     | Prêté par le STAR. |                            |
| NS 944 1 516 / 482A                                 | –                  | Camion à flèche (grue ferroviaire).                            | Werkspoor, à Utrecht (Pays-Bas), 1966                                               | Prêté par le STAR. |                            |
| Van Gend & Loos                                     | –                  | Voiture Chevrolet                                              | Chevrolet, Utah (États-Unis), 1929                                                  | – |                            |
| NS, Strukton                                        | –                  | Unimog. Camion de montage caténaire.                           | Mercedes-Benz (Allemagne), 1975                                                     | – |                            |
| NS                                                  | –                  | Draisine                                                       | Constructeur et date inconnus.                                                      | – |                            |
| NS                                                  | –                  | Draisine                                                       | Constructeur et date inconnus.                                                      | – |                            |
| NS                                                  | –                  | Draisine                                                       | Constructeur et date inconnus.                                                      | – |                            |
| NS                                                  | –                  | Draisine                                                       | Constructeur et date inconnus.                                                      | – |                            |
| NS                                                  | –                  | Draisine à mains                                               | Constructeur et date inconnus.                                                      | – |                            |
| NS                                                  | –                  | Draisine à mains                                               | Constructeur et date inconnus.                                                      | – |                            |
| NS                                                  | –                  | Diplomatie                                                     | Constructeur et date inconnus.                                                      | – |                            |

### Les Tramways
Divers tramways ont été inclus dans la collection depuis les années 1950. Ceux-ci ont également été exposés dans le musée. Parce que musée se concentre aujourd'hui sur les chemins de fer, une grande partie des tramways a maintenant été transférée aux différentes organisations muséales de tramway aux Pays-Bas. Dès les années 1990, les tramways d'Amsterdam, de La Haye et de Rotterdam, qui auparavant (en partie en prêt) séjournaient à la gare de Maliebaan, sont retournés à leur lieu d'origine. Il s'agissait des GVB 144, HTM 830, 756, 1227 et RETM 1, 11, 86, 119, 284, 327, 296 et 514.
En avril 2009, treize tramways, déjà prêtés ailleurs, ont été officiellement transférés. Cela impliquait :
- RTM Ouddorp : RTM 57, M67, RTM B364, RTM AB 417, RTM 458 et RTM 635.
- Musée national du chemin de fer à voie étroite : Locomotive de tramway à vapeur ZE 7 (607 Vrijland).
- Fondation Tramway : NBM 23 et NBM 28.
- Rijssens Leemspoor : Jung 6632.
- NZH Haarlem : NZH A14, NZH BY 2 et NZH A 37.

Dans les années 1970, le LTM 610 (HTM 90) et le trolleybus GVA 139 ont également été exposés au musée ferroviaire pendant un certain temps.
La plus ancienne locomotive de tramway encore en vie est la RSTM 2, elle est prêtée par le SHM depuis le 1er juillet 2017. Le NTM K9 est resté avec SHM pendant un certain temps.
Sont toujours présents au musée : le tramway à cheval STM 16 et les wagons de marchandises NTM G1 et Dk2.

### Les voitures royales
Grâce à une contribution de la loterie BankGiro en 2009, le musée a pu construire une réplique de la Sr 1, une voiture royale datant de 1864. L'œuvre a été réalisée par la Firme Kloosterboer et est exposée depuis avril 2010 au musée. Le choix s'est porté sur la Sr 1 car la plupart des dessins et des données de cette voiture ont été conservés. La voiture originale a été construite par le "HIJSM" pour la reine mère Anna Paulowna. Il a été utilisé régulièrement par son beau-frère le prince Frederik jusque dans les années 1980. La réplique actuelle représente la voiture tel qu'il est apparu après la reconstruction de 1884. Les seules et les plus anciennes voitures royales existantes au msuée sont les voitures Sr 8 et Sr 9 de Juliana et Bernhard des années cinquante.

## Expositions temporaires

### Royal Class, Royal Travels (2010)
Le mercredi 14 avril 2010, la reine Beatrix a inauguré l'exposition «Royal Class, Royal Travels» au musée. Elle a apporté sa voiture royale (Sr 10) pour compléter l'exposition. L'exposition, qui a pu être visitée du 15 avril au 5 septembre 2010, comprenait 10 carrosses royaux. En plus des voitures Sr 8 et Sr 9 déjà présentes dans le musée, une réplique de la voiture Salon HSM Sr 1 de la reine Anna Paulowna a été construite spécialement pour le musée.

### Traces au front (2013)
Dans le cadre du tricentenaire de la Paix d'Utrecht, le musée a organisé l'exposition "Traces au Front" du 30 mars au 1er septembre 2013. Ici, l'influence des chemins de fer sur la manière de faire la guerre et comment les différents trains ont été utilisés dans les conflits armés est montrée. Le train offrait des avantages logistiques, notamment lorsqu'il s'agissait de transporter des soldats, du matériel, de la nourriture et des chevaux vers les lignes de front. L'exposition comprend un grand nombre de prêts internationaux, notamment des locomotives de guerre, des trains militaires et blindés. La plus grosse pièce prêtée est un obusier britannique de 18 pouces, le L1 Howitzer. La pièce a été construite pendant la Première Guerre mondiale, mais a été achevée trop tard pour jouer un rôle. La pièce, à l'exception de l'épreuve, n'a jamais tiré d'obus.

### Icônes du chemin de fer (2014)

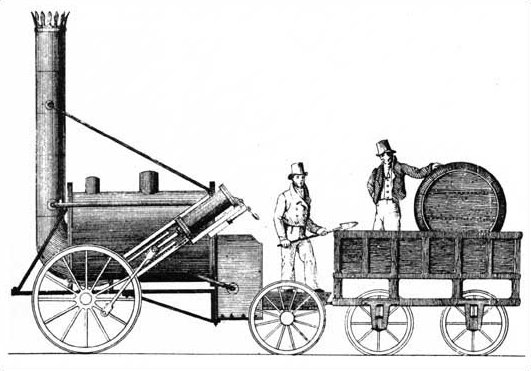
Dessin de al Rocket de Stephenson's.

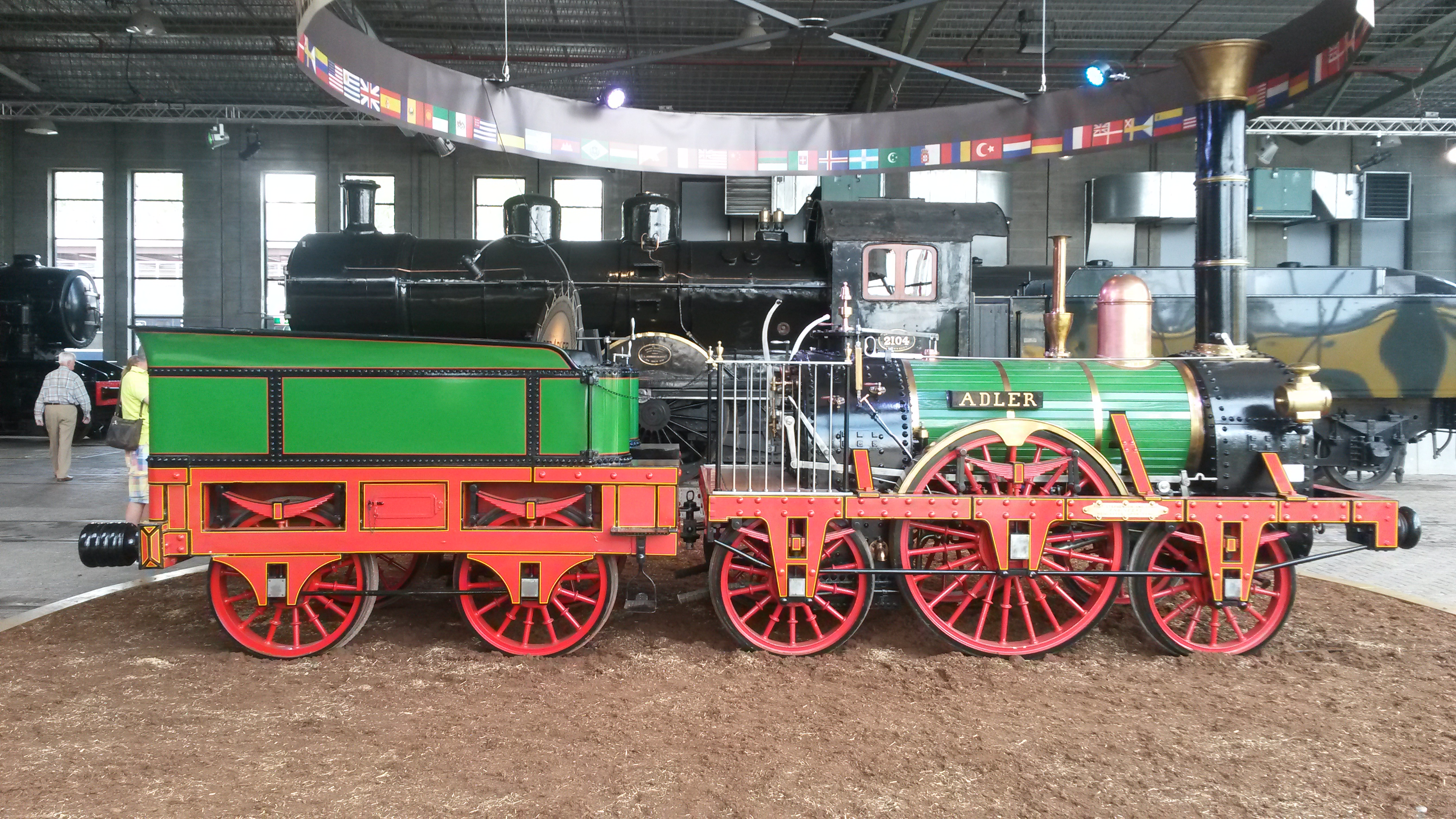
Réplique de la première locomotive à vapeur allemande 'Der Adler' (de 1835) exposée au musée.

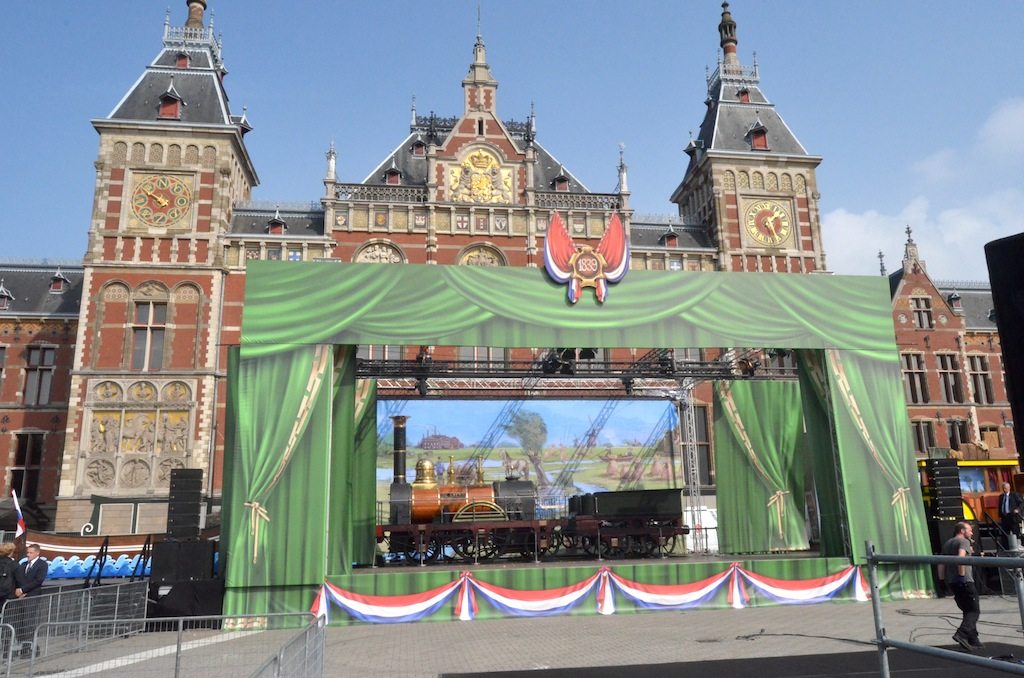
La locomotive 'De Arend' alignée devant la gare centrale d'Amsterdam à l'occasion du 175e anniversaire des chemins de fer néerlandais.

En 2014, la célébration du 175ème anniversaire s'est concentrée en été autour du musée national, où un certain nombre de locomotives spéciales des débuts des chemins de fer sont arrivées aux Pays-Bas en provenance de divers pays européens dans le cadre de l'exposition "Icônes du chemin de fer".
Les plus anciennes locomotives à vapeur d'Europe étaient exposées pour l'exposition. Les prêts provenaient d'Allemagne, d'Angleterre, de France et de Suède. L'exposition était ouverte du 21 juillet au 21 septembre 2014.
Trois des icônes historiques qui ont participé aux essais de Rainhill en 1829 (entre Liverpool et Manchester) étaient exposées au musée :
- La "Fusée" (modèle, collection privée).
- La «Novelty» (Musée suédois des chemins de fer à Gävle en Suède).
- La 'Sans Pareil' ("NRM" à Shildon en Angleterre).

En outre, la première locomotive à vapeur allemande "Der Adler" (de 1835) et les pièces maîtresses françaises "Marc Seguin" (1829) et la "Crampton n° 80" (1852). D'Angleterre vient la plus grande icône du chemin de fer : la «Catch-me who can» (M’attrape qui peut). Enfin, d'Angleterre vient aussi "l'Agenoria", une locomotive de 1829 qui a servi pendant 35 ans sur la ligne de chemin de fer de la Shutt End Mine à Kingswinford.
En plus de l'exposition "Icônes du chemin de fer", il y avait aussi une exposition sur FW Conrad,.
L'attention portée au 175ème anniversaire du chemin de fer et aux autres activités du musée a entraîné un nombre record de visiteurs en 2014. Pour la première fois de son existence, plus de 400 000 personnes ont visité le musée en une année, une augmentation de 11 % par rapport à 2013. Dans les années qui suivirent, le nombre de visiteurs ne cessa d'augmenter. En 2017, il y a eu 444 000 visiteurs.

### Sandwichs, Truffes & Trains (2020)
Exposition sur tout ce qui concerne la nourriture et les boissons dans le chemin de fer avec diverses voitures des Pays-Bas et de l'étranger. Les voitures suivantes font partie de l'exposition :
- La voiture-restaurant de 1911 de l'Orient Express.
- La voiture-restaurant de type Plan D de 1951. Cette voiture RD 7659 a été spécialement restaurée à cet effet.
- La voiture Pullman de 1927. Prêté par le "ZLSM".
- Le wagon-restaurant de 1965 du Trans Europ Express.
- La voiture Mitropa de 1961 de la Deutsche Reichsbahn de la RDA, prêté par le "VSM".
- La voiture de type i10 Resto moderne de Belgique.
- La voiture Bar-Disco de Belgique depuis 2002.
- La voiture-restaurant pour le Rheingold de 1962.
- La voiture panoramique allemande de 1962.
- La voiture C218 des chemins de fer nationaux de 1874.

### Sous Haute Tension (2023)
Exposition sur l'électrification du réseau national, le fonctionnement des trains électriques et de la caténaire. La pièce maîtresse de l'exposition est le Mat'36 - n°252 (1938). À découvrir du 26 mai au 26 novembre 2023.

## Les amis du musée du chemin de fer
Le 26 mai 1970, l'Association des amis du musée ferroviaire néerlandais a été fondée. Cette association d'amis permet entre autres au musée d'effectuer des achats pour enrichir la collection. La remise en état des engins ferroviaires est également financée. En outre, il conseille la direction sur la politique à suivre.